# Emilio Prud’Homme
Emilio Prud'Homme y Maduro (20 de agosto de 1856 - 21 de julio de 1932) , fue un abogado dominicano.
Hijo de Pedro Prud’homme y Ana Maduro. Fue el autor y compositor de las letras del Himno Nacional Dominicano. Es considerado uno de los grandes aportadores de la identidad nacional dominicana y aportador de los valores patrios y morales de República Dominicana.

## Primeros años
Nació el 20 de agosto en Puerto Plata. Era hijo del español Pedro Prud’homme y la dominicana Ana Maduro. Su padre había nacido en la ciudad andaluza de Granada en 1806, porque su papá, el oficial haitiano Isidro Proud’Homme, prestaba servicio a su país en esa ciudad española. Años posteriores, residía en Puerto Plata donde representó a ese distrito como diputado al Congreso de Moca que produjo la Constitución liberal de 1858. Tenía muy buen nivel de ilustración, aparte de ser empleado del régimen de la anexión, pero renunció al puesto después de empezar la guerra. Sirvió de ayudante del general Juan Nouesí, con grado de coronel. En labor parecida estuvo al lado del general Gaspar Polanco, que lo designó presidente del Consejo de Guerra en el campamento de Las Jabillas.
Emilio comenzó los estudios primarios con la maestra Dolores Guerrero del sector Santa Bárbara. A los 11 años abandonó la escuela para trabajar como tabaquero. También fue discípulo y colaborador de Eugenio María de Hostos. Trabajó en la escuela Perseverancia en el municipio de Azua, fundó el Liceo Dominicano y en 1892 fue director de la Escuela Normal en Puerto Plata, fundada por Hostos en 1880.

## Como político
Fue diputado en el Congreso Nacional y también "Secretario de Justicia e Instrucción Pública" durante el gobierno de Francisco Henríquez y Carvajal. Prud'Homme se opuso rotundamente a la Intervención Militar Estadounidense (1916-1924). Como consecuencia de esto Prud'Homme tuvo que abandonar por un tiempo el magisterio y entonces se dedicó a ejercer la carrera de abogado.

## Como escritor
La mayoría de sus obras literarias estuvo dirigida a la exaltación de los valores patrióticos, el respeto y amor a la soberanía y a la defensa de la Independencia Nacional.
Su obra maestra, con la cual ha sido reconocido como uno de los grandes ilustres compositores dominicanos ha sido la letra del himno nacional, escrito por él mismo en 1883, con música de José Rufino Reyes y Siancas. Emilio Prud'Homme lo corrigió en 1897, cuando se usó por primera vez en actos oficiales del país. A medida que iba pasando el tiempo el himno nacional era cada vez más reconocido en todo el territorio nacional, pero no fue hasta el año 1934 en que el Dictador Rafael Leónidas Trujillo lo consagra como Símbolo nacional e hizo obligatorio que el pueblo le rindiera culto u homenaje.

## Muerte
Prud'Homme falleció en 1932, en la ciudad de Santo Domingo.

## Obras
Obras escritas por Emilio Prud'Homme Fueron Las Siguientes :
- "El 16 de agosto".
- "A la juventud dominicana".
- "A mi Patria".
- "Déjame soñar".
- "Mi tierra mía".
- "Himno Nacional Dominicano".
- "Gloria a la idea".
- "Contra hibridismo".
- "A Bolívar".
- "Canto a América".